# Witbuikboself
De witbuikboself (Chaetocercus mulsant) is een vogel uit de familie Trochilidae (kolibries). De vogel is genoemd naar de Franse ornitholoog Étienne Mulsant.

## Verspreiding en leefgebied
Deze soort komt voor van Colombia tot centraal Bolivia.